# Anne de Montmorency (1525)
Pour les articles homonymes, voir Anne de Montmorency.
Anne de Montmorency, comtesse de Laval, née à une date inconnue, morte en 1525, est la fille de Guillaume de Montmorency, et d’Anne Pot, dame de La Rochepot.

## Biographie
Elle est la seconde des filles de Guillaume de Montmorency, seigneur de Chantilly, et d’Anne Pot. Son père est général des finances et gouverneur de plusieurs châteaux royaux. Il accompagne Charles VIII dans la première expédition d’Italie. Elle est la sœur d'Anne de Montmorency, maréchal de France en 1522, et Grand maître de France le 23 mars 1526, puis connétable le 10 février 1538, et enfin duc de Montmorency et pair de France en juillet 1551. 
Elle est mariée le 5 mai 1517 à Guy XVI de Laval. Les entrées de la nouvelle comtesse ont lieu à Laval le 4 juin 1517 et à Vitré le 18 juin.  
Ce fait est rapporté en vers dans les Annales et chroniques du pays de Laval:
Et le jeudy de juign quatriesme,

Ce fust ung jour de my Caresme,

Dame Anne de Montmorency

Fist son entrée en ce pais cy

Comme contesse de Laval ;

Qui n’a esté pour nous nul mal.

L’entrée fust très magnificque, 

Et bien pour la chose publicque.
Huit ans plus tard, au château de Comper le 29 juin 1525, Anne de Montmorency meurt en couches. Le corps d’Anne de Montmorency est rapporté à Laval et est inhumé à la collégiale Saint-Tugal, le 23 juillet, par Yves Mahyeuc, évêque de Rennes qui, la veille, venait de procéder à la consécration de la chapelle de la maison de Patience. 
« Gy gist très illustre dame Anne de Montmorency en son vivant épouse de très haut et puissant seigneur Guy, comte de Laval, de Montfort et de Quintin, vicomte de Rennes, baron de Vitré (etc.) décédée le pénultième jour de juin mil CCCCCXXV »
Elle a œuvré avec son époux à l’établissement des religieuses de Sainte-Claire.

## Messe de Madame
Après la mort d’Anne, Guy XVI fonda à Saint-Tugal, pour ses deux premières femmes, une messe qu’on appelle la messe de Madame. Il donne 200 livres sur le greffe de Laval pour cette fondation, en outre 20 livres pour une messe qui doit être chantée tous les premiers lundis de chaque mois.

## Représentation
On voyait son portrait sur l’un des vitraux de la collégiale Saint-Tugal de Laval, dans le chœur, près la sacristie, avant que l’édifice ne soit détruit sous la Révolution. C'est au mariage de Guy XVI avec Anne de Montmorency qu'on doit de posséder le seul monument qui ait conservé ses traits à la collégiale Saint-Martin de Montmorency. On peut trouver le blason d'Anne de Montmorency au château de Vitré. On y remarque trois blasons  : ce sont sur le pan coupé du contre le blason de Guy XVI : Laval-Montfort ; puis sur le pan coupé de droite, le blason d'Anne de Montmorency : parti de Montfort-Laval et de Montmorency ; enfin sur celui de gauche le blason d'Antoinette de Daillon; parti de Laval-Montfort et de Daillon.